# Akira Narahaši
Akira Narahaši (* 26. listopad 1971) je bývalý japonský fotbalista.

## Reprezentace
Akira Narahaši odehrál 38 reprezentačních utkání. S japonskou reprezentací se zúčastnil Mistrovství světa 1998.

## Statistiky
| Japonsko | Japonsko | Japonsko |
| Roky     | Záp.     | Góly     |
| -------- | -------- | -------- |
| 1994     | 1        | 0        |
| 1995     | 9        | 0        |
| 1996     | 0        | 0        |
| 1997     | 13       | 0        |
| 1998     | 9        | 0        |
| 1999     | 0        | 0        |
| 2000     | 0        | 0        |
| 2001     | 0        | 0        |
| 2002     | 2        | 0        |
| 2003     | 4        | 0        |
| Celkem   | 38       | 0        |